# Göteborg Horse Show

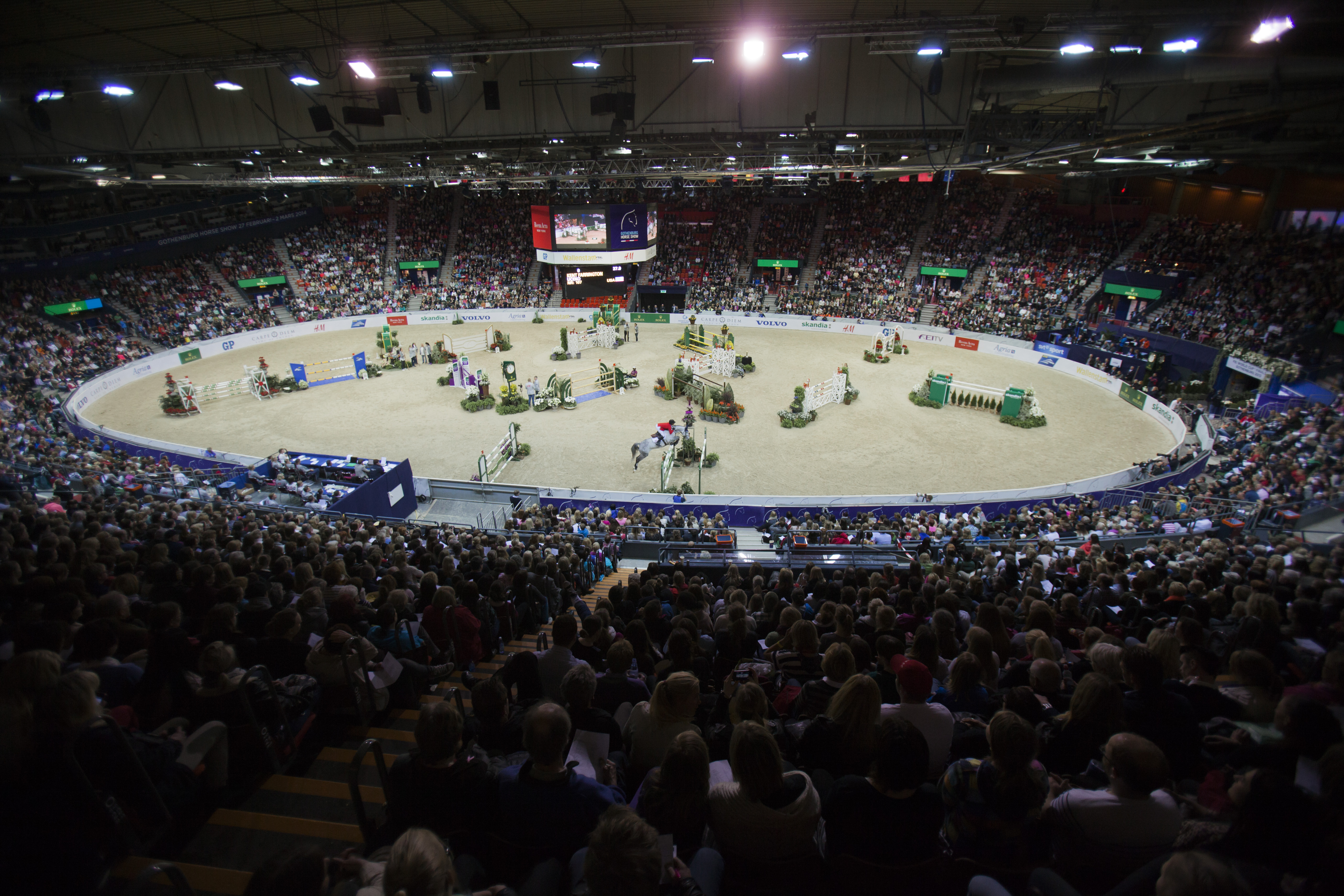
Göteborg Horse Show

O Göteborg Horse Show é um torneio hípico internacional em recinto fechado, realizado anualmente na arena do Scandinavium na cidade sueca de Gotemburgo.
O evento foi iniciado em 1977, e costuma ter lugar na primavera.